# Museum Spur

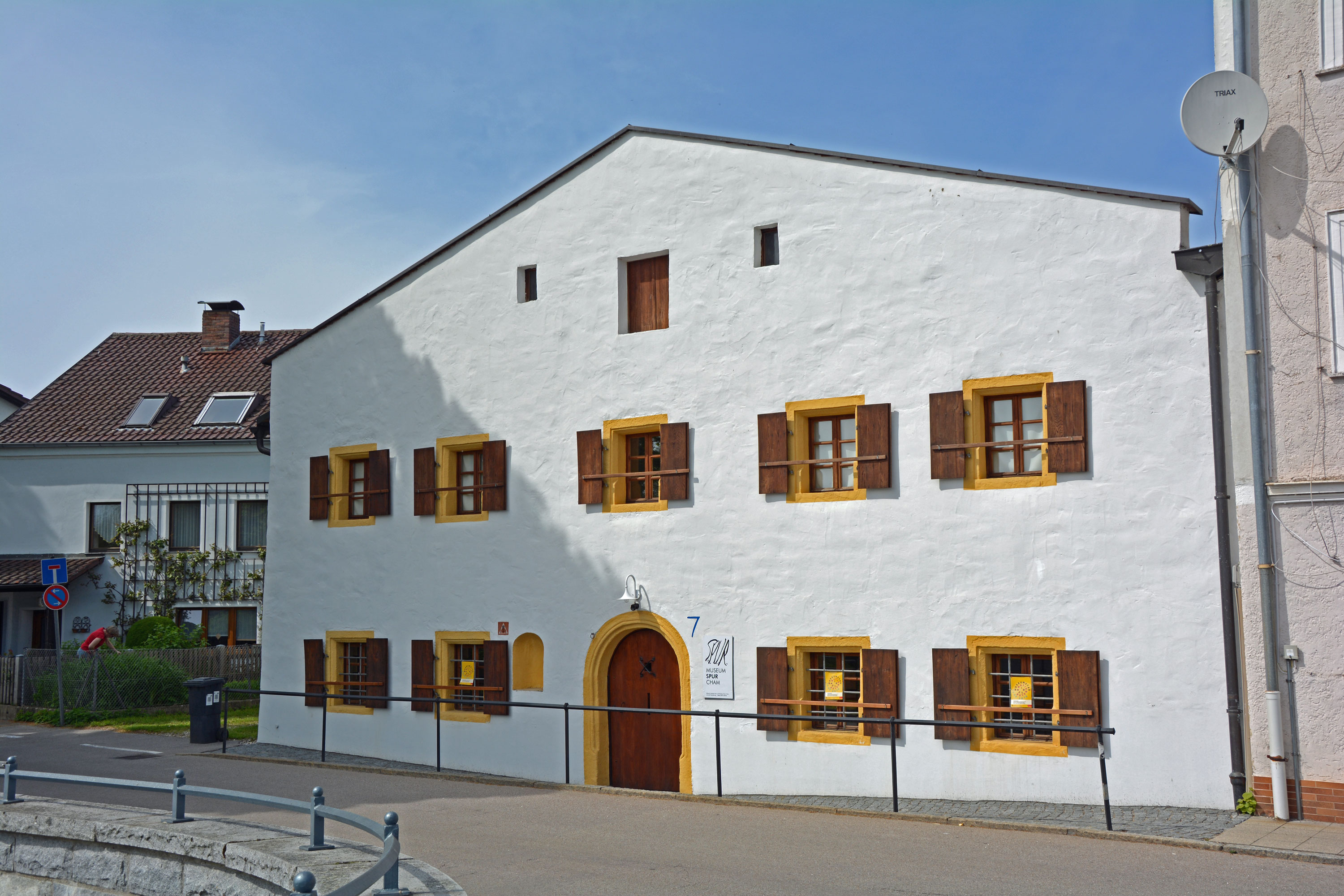
Museum SPUR

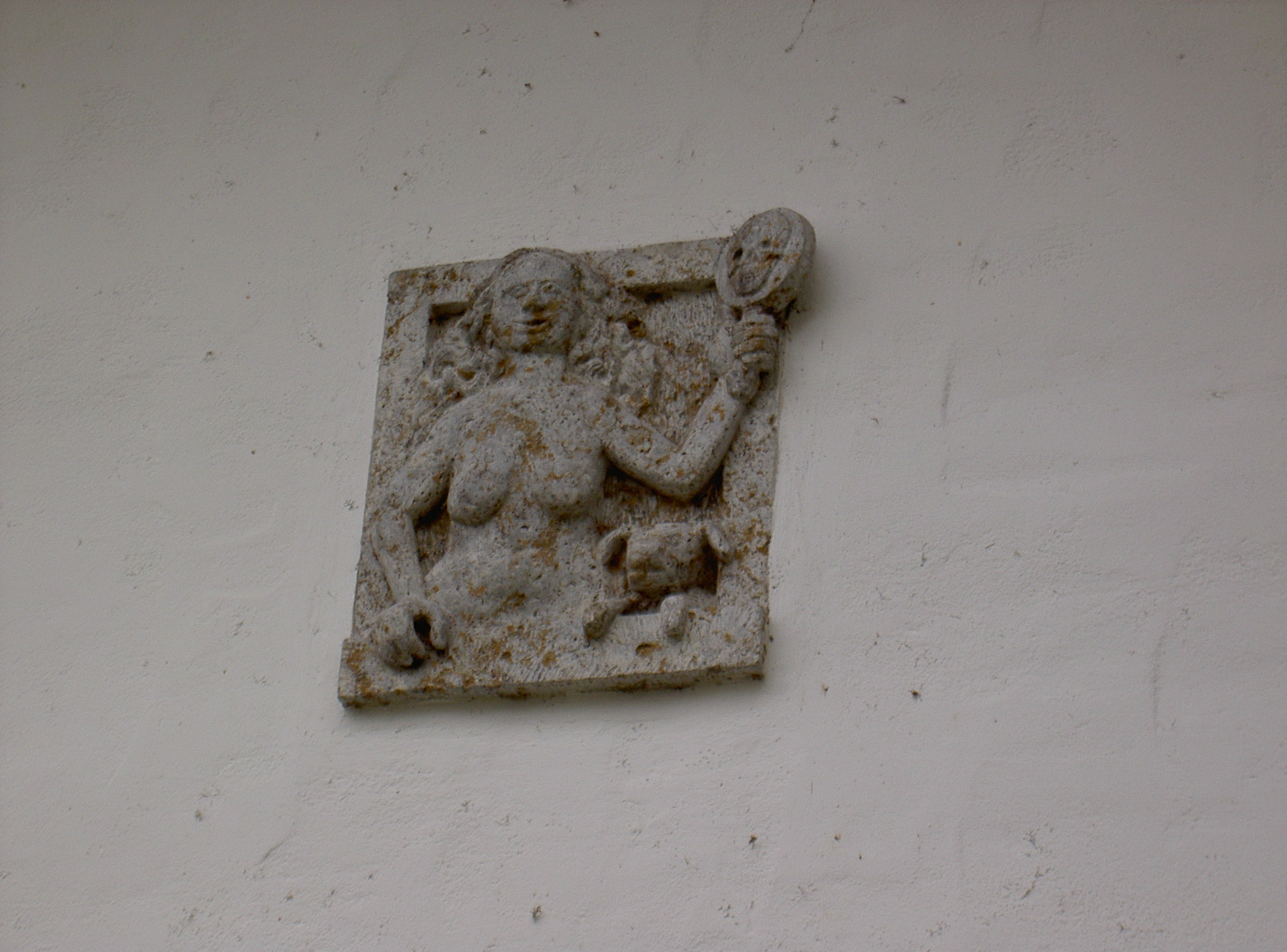
Wandrelief

Das Museum Spur ist ein 1991 eröffnetes Kunstmuseum in Cham.
Das südwestlich vor dem Biertor gelegene spätgotische Gebäude, erbaut im 16. Jahrhundert, zählt zu den ältesten erhaltenen Profanbauten Chams; es ist das ehemalige Armenhaus. Das Museum zeigt Malerei, Plastik und Arbeiten auf Papier der Gruppe SPUR, die sich in den 1950er Jahren in München zusammenfand.
Die im Museum SPUR gezeigten Arbeiten sind über den Bestand des Museums hinaus Leihgaben aus Privatbesitz, von Museen und Galerien oder des „Kunstvereins Museum SPUR“. In jährlich wechselnden Ausstellungen werden Aspekte aus der Arbeit der Gruppe SPUR vorgestellt oder Einzelausstellungen der Gruppenmitglieder organisiert. Vorträge, Filmvorführungen, Lesungen etc. ergänzen die Ausstellungen. Über die Ausstellungstätigkeit hinaus versteht sich das Museum als ein Ort der Dokumentation, an dem Materialien über die Gruppe SPUR gesammelt werden.
Im Erdgeschoss des Armenhauses zeigt das Stadtarchiv Cham heimatgeschichtliche Ausstellungen.